# Сейлем (Нью-Йорк)
Сейлем (англ. Salem) — місто (англ. town) в США, в окрузі Вашингтон штату Нью-Йорк. Населення — 2612 особи (2020).

## Демографія
Згідно з переписом 2010 року, у місті мешкало 2715 осіб у 1141 домогосподарстві у складі 769 родин. Було 1356 помешкань
Расовий склад населення:
| - 96,7 % — білих - 1,3 % — чорних або афроамериканців - 0,1 % — вихідців з тихоокеанських островів - 0,1 % — корінних американців - 0,1 % — азіатів |

До двох чи більше рас належало 1,3 %. Частка іспаномовних становила 2,0 % від усіх жителів.
За віковим діапазоном населення розподілялося таким чином: 19,7 % — особи молодші 18 років, 61,4 % — особи у віці 18—64 років, 18,9 % — особи у віці 65 років та старші. Медіана віку мешканця становила 46,2 року. На 100 осіб жіночої статі у місті припадало 100,4 чоловіків;  на 100 жінок у віці від 18 років та старших — 96,1 чоловіків також старших 18 років.
Середній дохід на одне домашнє господарство  становив 59 669 доларів США (медіана — 56 534), а середній дохід на одну сім'ю — 66 885 доларів (медіана — 65 602). Медіана доходів становила 42 500 доларів для чоловіків та 40 645 доларів для жінок. За межею бідності перебувало 14,2 % осіб, у тому числі 24,5 % дітей у віці до 18 років та 5,3 % осіб у віці 65 років та старших.
Цивільне працевлаштоване населення становило 1277 осіб. Основні галузі зайнятості: освіта, охорона здоров'я та соціальна допомога — 21,1 %, виробництво — 16,4 %, роздрібна торгівля — 13,7 %.